# Бекасов, Евгений Владимирович
Евге́ний Влади́мирович Бека́сов (род. 14 октября 1980, Калининград) — российский журналист, телевизионный продюсер, общественный деятель. Главный редактор телеканала «Россия-24» (с 2012 года).
За «пропагандистскую деятельность» и «распространение кремлевских нарративов» в ходе освещения вторжения России на Украину, находится под санкциями всех стран Евросоюза.

## Биография
Родился 14 октября 1980 года в Калининграде. В 2003 году окончил факультет славянской филологии и журналистики Калининградского государственного университета.
Владеет английским и польским языками.

## Профессиональная деятельность
Работу на телевидении начал с ГТРК «Янтарь», где с 2003 по 2005 год был корреспондентом программы «Вести-Калининград».
В 2006 году перешёл в отдел сбора информации на территории России и стран СНГ создаваемого Российского информационного канала «Вести-24» (с 2010 года — «Россия-24»), где занимал должность шеф-редактора, начальника отдела.
В 2011 году становится главным продюсером телеканала «Столица», участвовал в работе над его ребрендингом в «Москва 24». С этого же года вёл подготовку перезапуска телеканала «Доверие» с обновлённой концепцией и структурой вещания (с 2012 года — «Москва. Доверие»).
По данным журнала «РБК» и газеты «Коммерсантъ», в 2011 году был одним из учредителей компании «Карамба Медиа» — производителя и дистрибьютора видеоконтента в Рунете.
26 октября 2012 года назначен главным редактором телеканала «Россия-24».
Член редакционной комиссии телеканала Euronews, а также редакционного совета межгосударственного информационного пула телерадиоорганизаций стран СНГ от ВГТРК (с 2009 года).

## Общественная деятельность
Входит в состав Общественных советов при Министерстве энергетики Российской Федерации (с 2014 года) и при Главном управлении МВД России по городу Москве (с 2013 года).
Неоднократный член жюри различных премий и конкурсов («ТЭФИ», «Моя планета», «Импульс» и других).

## Резонансные высказывания
11 сентября 2020 года Бекасов в социальной сети Facebook поздравил своего друга с днём рождения словами «пусть WTC горит к хуям в этот день всегда!», как бы намекая на теракты в Нью-Йорке, произошедшие 11 сентября 2001 года. Впоследствии пост оказался недоступен, а Бекасов отказался от комментариев.

## Награды и премии
- Орден Дружбы (2014)[3].
- Медаль «За пропаганду спасательного дела» (вручена 16 января 2015 года)[26].
- Медаль «Участнику ликвидации пожаров 2010 года» (вручена 19 ноября 2010 года)[27].
- Премия Правительства Российской Федерации в области средств массовой информации (25 декабря 2023 года) — за высокий профессионализм в обеспечении информационного вещания телеканала «Россия-24»[28].
- Благодарственное письмо Президента Российской Федерации (2012)[3].
- Почётная грамота Министерства юстиции Российской Федерации (2013)[3].
- Национальная премия «Медиа-менеджер России — 2015» в номинации «Электронные СМИ в категории „Телевидение“» (2 июля 2015 года) — за успешное управление и развитие информационного вещания в России[29][30].
- Премия Федерации еврейских общин России (ФЕОР) «Человек года — 5775» в номинации «Телевидение» (8 декабря 2015 года)[31] — за цикл передач о Еврейском музее и центре толерантности[32].
- Приз Всероссийского конкурса журналистских работ в рамках V Всероссийского фестиваля по тематике безопасности и спасения людей МЧС России «Созвездие мужества» в номинации «За профессиональное освещение деятельности МЧС РФ» (6 декабря 2013 года)[33].

## Санкции
28 августа 2014 года включён властями Украины в санкционный список лиц, которым запрещён въезд на территорию этой страны.
15 января 2023 года, из-за вторжения России на Украину, внесён в санкционный список Украины: предполагается блокировка активов на территории страны, приостановка выполнения экономических и финансовых обязательств, прекращение культурных обменов и сотрудничества, лишение украинских госнаград.
25 февраля 2023 года внесён в санкционный список всех стран Евросоюза:

«Россия 24» поддерживает политику российских властей посредством своей пропагандистской деятельности. Во время агрессивной войны против Украины «Россия 24» была одним из наиболее активных и важных инструментов распространения кремлевского нарратива, поддерживающего войну агрессивными комментариями… Как главный редактор телеканала «Россия 24», он оказывает непосредственное влияние на то, как СМИ сообщают об агрессивной войне России против Украины и о действиях, предпринимаемых российским правительством.— «Официальный журнал Европейского союза», Брюссель, 25 февраля 2023 года

## Семья
Женат, есть две дочери и сын.